# Marcelo Tokman
Marcelo Tokman Ramos (Oxford, 8 de junio de 1967) es un economista, académico e investigador chileno de origen judío, perteneciente a las filas del Partido por la Democracia (PPD). En febrero de 2010 se convirtió en el primer ministro de Energía del país durante la primera administración de la presidenta Michelle Bachelet.

## Biografía
Nació en Inglaterra mientras su padre, Víctor Edgardo Tokman Sapovsky, economista judío-argentino que luego asesoraría al ex presidente Ricardo Lagos, estudiaba un doctorado en la Universidad de Oxford. Su madre es Olga Elena Ramos Partarrieu, bibliotecaria y pintora.
Es hermano de Andrea y Carla, destacadas economistas.
Es ingeniero comercial con mención en economía de la Pontificia Universidad Católica de Chile. Además tiene un Ph.D en economía de la Universidad de California en Berkeley, de los Estados Unidos.
Entre 1991 y 1993 fue asesor en macroeconomía en el Ministerio de Hacienda; entre 1997 y 1998 fue investigador de Cieplan; entre 1997 y 1998 fue asesor del director y jefe del Departamento de Estudios de la Dirección de Presupuestos; entre 2002 y 2006 fue coordinador de Política Económica del Ministerio de Hacienda; y entre marzo de 2006 y marzo de 2007 fue coordinador general de asesores del Ministerio de Hacienda.
Ha realizado la docencia de economía en el Instituto de Economía y en el Magíster de Economía de la Pontificia Universidad Católica de Chile, de Finanzas Públicas en el Magíster de Gestión Pública de la Universidad Adolfo Ibáñez y de Economía de la Salud en el MBA en la Universidad Andrés Bello.
Ha publicado varios artículos académicos, entre los que destacan algunos en el influyente Centro de Estudios Públicos (CEP), en Fundación Expansiva, en la Revista Economía Chilena del Banco Central de Chile y en el Journal on Budgeting de la OCDE.
Su actividad en la cartera estuvo marcada por la crisis derivada de la falta de gas natural argentino, las moderadas lluvias y el explosivo avance experimentado por los precios internacionales del petróleo, en especial hasta mediados de 2008. Esto fue enfrentado desde la Secretaría de Estado a través de un ambicioso plan de ahorro nacional de energía, el cual permitió sortear la coyuntura sin necesidad de aplicar un racionamiento a los clientes residenciales como ocurriera a fines de la década pasada en otro pasaje similar.
En 2013 se incorporó al equipo programático del precandidato presidencial independiente Andrés Velasco, ministro de Hacienda de la propia Bachelet.
En 2014 fue llamado por la propia Bachelet a servir como gerente general de Enap en el marco del segundo Gobierno de esta.